# Теорема Париса — Харрингтона
Теорема Па́риса — Ха́ррингтона (или Пэ́риса — Ха́ррингтона) — теорема в математической логике, ставшая первым в истории математики естественным и относительно несложным примером утверждения о натуральных числах, которое истинно, но недоказуемо в аксиоматике Пеано.
Существование недоказуемых теорем арифметики прямо вытекает из первой теоремы Гёделя о неполноте (1930 год). Кроме того, вторая теорема Гёделя, (опубликованная вместе с первой), даёт конкретный пример такого утверждения: а именно утверждение о непротиворечивости арифметики. Однако долгое время не было известно «естественных» примеров таких утверждений, то есть таких утверждений, которые бы возникали не из утверждений о некоторой логике, а были бы естественными математическими утверждениями о числах. 
Данная теорема и её доказательство были опубликованы в 1977 году Джеффри Парисом (Великобритания) и Лео Харрингтоном (США).

## Усиленная теорема Рамсея
Результат Париса—Харрингтона опирается на несколько модифицированную комбинаторную теорему Рамсея:
| Для любых натуральных чисел {\displaystyle n,k,m} можно указать натуральное {\displaystyle N} со следующим свойством: если мы окрасим каждое из {\displaystyle n}-элементных подмножеств {\displaystyle S=\{1,2,3,\dots N\}} в один из {\displaystyle k} цветов, то в {\displaystyle S} существует подмножество {\displaystyle Y,} содержащее не менее {\displaystyle m} элементов таких, что все {\displaystyle n}-элементные подмножества {\displaystyle Y} имеют один и тот же цвет, а количество элементов {\displaystyle Y} не меньше, чем наименьший элемент {\displaystyle Y.} |

Без условия «количество элементов {\displaystyle Y} не меньше, чем наименьший элемент {\displaystyle Y}» это утверждение вытекает из конечной теоремы Рамсея. Отметим, что усиленный вариант теоремы Рамсея может быть записан на языке логики первого порядка.

## Формулировка
Теорема Париса-Харрингтона утверждает:
| Сформулированная выше усиленная теорема Рамсея не доказуема в аксиоматике Пеано. |

В своей статье Парис и Харрингтон показали, что из этой теоремы вытекает непротиворечивость аксиоматики Пеано; однако, как показал Гёдель, арифметика Пеано не в состоянии доказать свою собственную непротиворечивость, поэтому теорема Париса-Харрингтона в ней недоказуема. С другой стороны, используя логику второго порядка или аксиоматику теории множеств ZF, несложно доказать, что усиленная теорема Рамсея истинна.

## Другие примеры недоказуемых теорем арифметики
- Теорема Гудстейна
- Теорема Канамори–Макалуна[англ.]
- Теорема о дереве Краскала[англ.]